# 宝丽娜·拉芳
宝丽娜·拉芳（法语：Pauline Lafont ，1963年4月6日—1988年8月11日）是一位法國女演員，母亲是演员伯纳黛特·拉丰（Bernadette Lafont），父亲是匈牙利雕刻家迪乌尔卡·梅德韦茨基。

## 生平
1963年出生于法国尼姆，1975年开始从影，处女作是《萬桑牽驴去放青》，并在之后出演了多部电影作品。
1988年在一次旅行中因为意外导致坠崖而死。三个月后，其尸体被一个农夫发现，之后通过调查，确认其死于坠崖，不过在这个结论发布之前，曾出现了很多的谣言。